# Mračno mesto
Mračno mesto je sveska strip serijala Dilan Doga objavljena u Srbiji u #33 obnovljene edicije Zlatne serije koju je pokrenuo Veseli četvrtak u februaru 2018. godine. Sveska je izašla 21.10.2021. i koštala 350 dinara (3,45 $; 2,96 €). Epizoda je imala 94 strane. Pored nje, objavljena je i kratka epizoda Praznina, koja je imala 23 strane. Cela sveska imala je 128 strana.

## Originalna epizoda
Epizoda je premijerno objavljena pod nazivom Il luogo oscuro u #4 edicije Dylan Dog Magazine u Italiji u izdanju Bonelija u 23.3.2018. Koštala je 8,5 € i imala 176 strana. Scenario je napisao Alberto Ostinji, a nacrtao Đulio Kamanji. Zlatna serija je već objavila prve tri epizode iz ove edicije u novoj Zlatnoj seriji #2, 9 i 19. Sve epizode iz ove edicije dešavaju se u Vikdefordu.

## Kratak sadržaj
Britanske vlasti donose odluku da grupu migranata smeste u napuštenu osnovnu školu u Vikedfordu. Ovo izaziva bes kod dela stanovništva koje odlučuje da ih izbaci iz škole i iz grada. Dilan i Blok pokušavaju da urazume besno stanovništvo, ali bez uspeha. Sve dok se u sukob ne umeša neka viša sila.

## Kratak sadržaj epizode Praznina
Pošto je u prethinoj epizodi Penelopa tragično poginula, Blok pokušava da se izbori sa njenim naglim odsustvom u kući u kojoj su živeli.

## Značaj epizode
Scenarista Ostini objašnjava u jednom intervjuu motivaciju za nastanak ove epizode:
"Napisao sam ovakvu priču iz dva razloga. Prvi je da sam posle jedne groteskne priče i one sa komičnim tonom želeo da se vratim na realistički/dramski registar koji mi više pripada, što osećam prirodnije. Druga i najvažnija je da je tema ravnodušnosti pred ljudskom patnjom – narativni izbor diktiran istorijskim trenutkom koji doživljavamo i koji nisam želeo da ignorišem – nužno zahtevala duboko dramatičan ton."

## Prethodna i naredna sveska
Prethodna sveska ZS sadržala je epizodu Zagora pod nazivom Panova frula (#32). Naredna sveska nosila je epizodu Mister Noa pod nazivom Ardeni 1945 (#34).